# Aleksiej Radziewicz
Aleksiej Nikołajewicz Radziewicz (Rodziewicz), ros. Алексей Николаевич Радзевич (Родзевич) (ur. 21 stycznia 1911 w Odessie, zm. 28 marca 1982 w Madrycie) – rosyjski działacz emigracyjny, oficer Rosyjskiej Armii Wyzwoleńczej, a następnie wykładowca w szkole dywersantów w Sankt Johann am Walde podczas II wojny światowej.
Jego rodzice zostali zabici po rewolucji październikowej 1917 r. Dalsi krewni ukryli, a następnie wywieźli A. N. Radziewicza (Rodziewicza) do Królestwa SHS. W 1929 r. ukończył rosyjski korpus kadetów. Studiował agronomię na Uniwersytecie w Belgradzie, po ukończeniu którego podjął pracę w wydziale katastru rolniczego. W 1931 r. wstąpił do Narodowego Związku Pracujących (NTS). Po ataku wojsk niemieckich na ZSRR 22 czerwca 1941 r., wyjechał na okupowane tereny sowieckie. Prowadził konspiracyjną działalność w Smoleńsku, ale został aresztowany i przewieziony do Berlina. Wkrótce wyszedł na wolność. Wstąpił do Rosyjskiej Armii Wyzwoleńczej (ROA), dochodząc do stopnia kapitana. Był autorem graficznego znaku ROA. Został współpracownikiem 1 Oddziału Organizacji „Zeppelin”. Na polecenie kierownictwa NTS i rozkaz dowództwa ROA został odkomenderowany do Mińska. Pod koniec października 1944 r. wyprowadził z prawie okrążonego Belgradu dużą grupę działaczy miejscowego oddziału NTS. Od końca 1944 r. do marca 1945 r. wykładał w szkole dywersantów koło wsi Sankt Johann am Walde w Austrii. W pierwszych latach po zakończeniu wojny pomagał rosyjskim uchodźcom w uniknięciu repatriacji do ZSRR. W 1948 r. wyjechał do Chile, gdzie utworzył, a potem stanął na czele miejscowego oddziału NTS. Znalazł pracę w kartograficznym oddziale ministerstwa wojny. Wykorzystując kontakty wśród wyższych wojskowych, zaczął prowadzić ideologiczne kursy szkoleniowe dla chilijskich oficerów w zakresie spraw politycznych. W 1961 r. przeniósł się do USA, gdzie pracował jako kreślarz w biurze architektonicznym. Został wiceprzewodniczącym Stowarzyszenia Kadetów w Nowym Jorku. Po przewrocie wojskowym w Chile w 1973 r., we współpracy z kierownictwem NTS i redakcją pisma „Посев” wysłał przywódcom spiskowców listę sowieckich więźniów politycznych z propozycją wymiany ich na chilijskich komunistów. Na pierwszym miejscu na liście znalazł się Władimir K. Bukowski, który w 1976 r. został wydalony z ZSRR w zamian za sekretarza generalnego Komunistycznej Partii Chile Luisa Corvalana. Na emeryturze A. N. Radziewicz (Rodziewicz) zamieszkał w Hiszpanii. Wielokrotnie jeździł na Wyspy Kanaryjskie, gdzie nawiązał kontakty z sowieckimi marynarzami. Przekazywał im emigracyjne rosyjskie publikacje, aby szmuglowali je do ZSRR.